# Friedrich Traun
Friedrich Adolph Traun (Wandsbek, Imperi alemany 1876 - íd. 1908) fou un atleta i tennista alemany, guanyador d'una medalla olímpica.

## Biografia
Va néixer el 29 de març de 1876 a la població de Wandsbek, que actualment forma part de la ciutat d'Hamburg (en aquells moments Imperi alemany i avui dia Alemanya).
Va morir en un hotel de la ciutat de Wandsbek l'11 de juliol de 1908 a conseqüència d'un tret de pistola, tres mesos després d'haver-se casat amb Friedel Preetorius.

## Carrera esportiva
Va iniciar la seva carrera esportiva al voltant de l'atletisme, esdevenint un dels millors atletes de mitjana distància alemanys del moment. Va participar, als 20 anys, en els Jocs Olímpics d'Estiu de 1896 realitzats a Atenes (Grècia), on fou eliminat en la primera ronda dels 100 metres llisos i 800 metres llisos. En aquests mateixos Jocs participà en la competició de tennis, on fou eliminat en la primera ronda de la competició individual masculina per part del britànic John Pius Boland. Tot i això, aquest el convidà a participar amb ell en la competició de dobles masculins, i en representació de l'equip mixt va aconseguir guanyar la medalla d'or d'aquesta competició al derrotar els grecs Dioníssios Kàsdaglis i Dimítrios Petrokókinos.

## Jocs Olímpics

### Dobles
| Any  | Campionat                     | Parella          | Oponents                                    | Resultat      |
| ---- | ----------------------------- | ---------------- | ------------------------------------------- | ------------- |
| 1896 | Jocs Olímpics, Atenes, Grècia | John Pius Boland | Dioníssios Kàsdaglis Dimítrios Petrokókinos | 5−7, 6−4, 6−1 |